# Stora Abborrtjärnet (Åmåls socken, Dalsland)
Stora Abborrtjärnet är en sjö i Åmåls kommun i Dalsland och ingår i Göta älvs huvudavrinningsområde.